# Юзеф Коженьовський (історик)
Осип Корженівський або Йосип Корженівський (Józef Korzeniowski; 1.10.1863, Пулави — 28.02.1921, Рига) — українській і польський історик і бібліотекар, професор Ягеллонського та Львівського університетів, шляхтич гербу Наленч. У своїй науковій діяльності виявив і опублікував низку унікальних історичних джерел, що стали результатом його широких досліджень в архівах усієї Європи.

## Життєпис
Онук письменника Юзефа Корженівського. Навчався в Пулавах, а потім у гімназії св. Анни в Кракові. Навчався на філософському факультеті Ягеллонського університету. Відразу після навчання, з 1886 по 1888 рр., він брав участь у дослідженнях, які проводилися під керівництвом українського проф. С. Смолька в італійських архівах і бібліотеках, напр. у Флоренції та Венеції. 
З 1885 року він каталогізував і впорядковував колекцію рукописів у Бібліотеці Чарторийських у Кракові. 1886 року опублікував невідомі польські та латинські вірші політичного змісту: 1548-1551 (Краків, 1886).
У 1888-92 роках був секретарем Комітету при літературній комісії Академії мистецтв і наук, яка відповідала за видання «Бібліотеки польських письменників». У 1890-91 рр. був асистентом Історичного семінару при Ягеллонському університеті. У 1891-92 рр. за стипендією ім. Снядецького працював у відділі рукописів Імператорської публічної бібліотеки в Санкт-Петербурзі та Державного архіву в Стокгольмі. У 1893—1896 роках — керівник наукової станції в Парижі. У цей період під час своїх пошуків він першим із учених зацікавився т. зв. «Молитовником» Владислава Варненчика в 1894 р., досліджуючи цей рукопис у Бодліанській бібліотеці в Оксфорді. 
У 1899–1905 рр. він керував бібліотекою Віктора Баворовського у Львові, упорядковуючи колекції та готуючи їх для досліджень. Бібліотекар 2-го класу у бібліотеці Львівського університету, а в 1903 р. призначений скриптором (бібліотекарем 1-го класу), був членом філософського відділу Академії мистецтв і наук.
Кавалер Ордену Франца Йосифа - Австро-Угорщина, 1913 р.
З 1916 р. був членом Архівної ради у Відні для округів Добромиль, Ярослав, Лісько, Перемишль і Сянок.
Наприкінці 1918 р. призначений членом Архівної ради при Міністерстві духовних віросповідань і народної просвіти, також був радником у архівних справах. Делегат на Ризькій мирній конференції (комісія з повернення, зокрема, творів мистецтва). 
Помер під час конференції 28 лютого 1921 р. у Ризі. Похований на варшавському цвинтарі Повонзкі в родинній гробниці родини Корженівських поруч із дідом (ділянка 26-1-13).